# Flatulenza

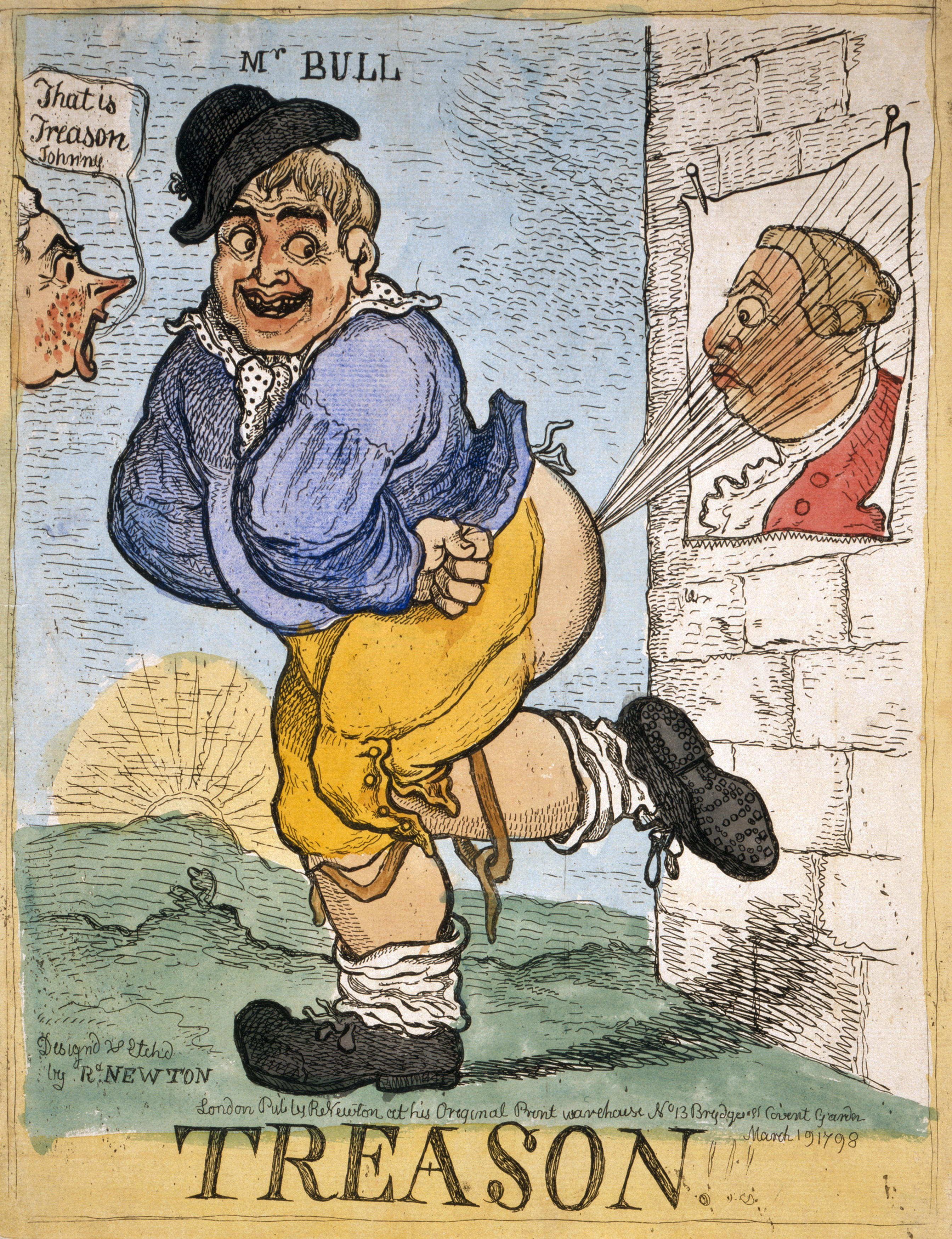
Una vignetta satirica inglese del 1798

La flatulenza è il rilascio di una miscela di gas, formata da aria ingerita o da gas prodotti dai batteri simbionti e dai lieviti che vivono nel tratto gastrointestinale dei mammiferi, aggiunta a particelle aerosolizzate di feci, che viene espulsa sotto pressione attraverso l'ano. La maggior parte delle volte è associata a un caratteristico suono e/o ad un odore sgradevole.

## Origine dei vari termini
La parola flatulenza deriva da flato, dal latino flātus, ‘soffio’, termine medico che si è specializzato nel significato di ‘gas prodotto dall'organismo’, usata soprattutto in medicina e nell'italiano corretto, spesso sostituita con vocaboli dialettali, popolari o volgari; deriva dal proto-indoeuropeo *bʰleh₁-, ‘soffiare’.
Non va confusa con l'altro termine medico, il meteorismo, che indica la sola produzione e ritenzione di gas i quali, non essendo evacuati, risalgono nel tratto gastro-intestinale, dando luogo a dei problemi, uno fra tutti il rigonfiamento dell'addome; questo deriva dal greco antico μετεωρισμός?, meteōrismós, "gonfiore dell'addome, sollevamento", a sua volta da μετεωρίζω, meteōrízō, "sollevare in alto", a sua volta da μετέωρος, metéōros, "che sta in alto".
In Italia la flatulenza viene spesso chiamata con il termine popolare scoreggia e con le sue varianti regionali, che derivano dal colloquiale scoreggiare, ovvero ‘togliere la coreggia’, dal latino corrigia, ‘cinghia’, (di origine celtica) antico nome della cintura dei pantaloni, con una metafora scherzosa di ‘lasciar andare la cinghia che sostiene la pancia’.
Altri sinonimi popolari italiani di "flatulenza" sono peto, pete, peti dal latino pēditum, dal participio passato di pēdere, dalla radice comune proto-indoeuropea *pezd-, ‘emettere gas intestinali’, probabilmente onomatopeica.
Sempre in Italia, in ambiti molto informali e/o con i bambini, viene invece spesso chiamata "puzzetta" o "arietta".

## Quantità e componenti
L'essere umano rilascia mediamente da 0,5 a 1,5 litri di gas al giorno, suddivisi in un numero di flatulenze tra 11 e 25. La flatulenza espelle principalmente gas inodori, come l'azoto (ingerito), l'ossigeno (ingerito), il metano (prodotto da archei anaerobici), l'anidride carbonica (prodotta dai batteri anaerobi o ingerito) e l'idrogeno (prodotto da alcuni e consumato da altri). L'azoto è il principale gas rilasciato. Non tutti gli esseri umani producono flatulenze contenenti metano: per esempio, in uno studio delle feci di nove adulti, solo cinque campioni contenevano batteri capaci di produrre questo gas.
L'eventuale cattivo odore, di conseguenza, non deriva dai gas, ma principalmente da una piccola percentuale di acidi grassi, come l'acido butirrico (odore di burro rancido), e da composti dello zolfo, come l'acido solfidrico (odore di uova marce) e il solfuro di carbonile, che sono il risultato della decomposizione delle proteine.

## Meccanismo
Nell'ultimo tratto dell'intestino crasso la flatulenza giunge all'ano con lo stesso meccanismo delle feci, causando una sensazione simile, cioè di riempimento fisiologico, di urgenza e di disagio, e il rilascio dei gas avviene attraverso la muscolatura volontaria dello sfintere. Il rumore caratteristico è prodotto dalla fuoriuscita del gas attraverso le pareti anali. Avendo una componente elastica, lo sfintere si dilata in seguito alla pressione del gas, statico, interno al retto, fino a quando il gas incomincia a uscire aumentando la velocità. La pressione in prossimità del lato interno dell'ano a questo punto diminuisce a causa dell'effetto Venturi e di perdite di carico in seno al gas. Lo sfintere elastico si richiude, la pressione aumenta di nuovo e il ciclo riparte fino ad esaurimento del quantitativo di fluido. Il processo avviene molto rapidamente e le aperture/chiusure dello sfintere hanno frequenze dell'ordine delle decine di hertz. Si determina così il rumore caratteristico della flatulenza, le cui frequenze sono legate in generale alla pressione e temperatura di ristagno del gas nel retto e all'anatomia specifica dell'ano considerato.
Si può affermare in generale che le flatulenze più rumorose sono quelle con meno odore, dato che non contengono molti composti organici aromatici. Sono solitamente costituite da sacche di aria deglutita intrappolate nell'intestino, compresse dallo scorrimento delle feci. La pressione e la quantità di gas è elevata, dunque si mette in atto il processo vibrazionale descritto precedentemente. Al contrario, le flatulenze prodotte da emissione gassosa di particelle di feci in seguito a processi dovuti ai batteri sono ricche di componenti aromatici, perciò l'odore è più pungente, ma hanno quantità e pressione dei gas più basse, quindi vengono espulse dall'ano a flusso continuo con caduta di pressione irrilevante, senza determinare il fenomeno vibrazionale, in maniera silenziosa.

## Cause

### Cause fisiologiche
Il gas intestinale è formato al 10% da aria ingerita attraverso il naso e la bocca e al 90% da gas prodotto nel tratto digestivo. I gas endogeni sono un sottoprodotto della digestione di certi alimenti. I cibi che provocano flatulenza sono solitamente ricchi di carboidrati complessi, specialmente oligosaccaridi come l'inulina, e comprendono fagioli, ceci, latte, cipolle, patate dolci, scorze di agrumi, formaggio, castagne, anacardi, broccoli, cavoli, carciofi, avena, lievito presente nel pane, ecc. Un'eccessiva flatulenza provoca motilità intestinale e quindi feci liquide.
Nei fagioli i gas endogeni sembrano derivare dagli oligosaccaridi, carboidrati resistenti alla digestione: questi passano attraverso l'intestino superiore pressoché inalterati e quando raggiungono l'intestino inferiore vengono assaliti dai batteri che se ne cibano, producendo abbondanti quantità di gas.
Nei pazienti con deficit di lattasi la presenza di lattosio nei cibi può causare un'eccessiva produzione di gas associata a crampi e diarrea. L'eliminazione o almeno la riduzione di prodotti caseari nella dieta migliora nettamente la sintomatologia.

### Cause psicologiche
La flatulenza può essere causata da eccessivo stress, che, a sua volta, favorirebbe alcune delle cause fisiologiche descritte.

### Cause patologiche
La percezione di un eccessivo passaggio di gas attraverso il retto o di un'eccessiva presenza di gas nell'addome, ovvero il meteorismo, può non essere dovuta a un aumento della quantità, ma a disturbi della motilità intestinale o a un abbassamento della soglia del dolore, secondario a patologie come ulcera peptica, patologie della colecisti, rettocolite ulcerosa, malattia di Crohn, diverticolite. In questi casi l'eccessiva flatulenza può accompagnarsi a calo ponderale, dolore addominale localizzato, diarrea, sangue nelle feci. La presenza di questi sintomi di accompagnamento deve far sospettare la presenza di una patologia organica e va pertanto indagata con esami quali rettosigmoidoscopia, colonscopia o anche ecografia addomino-pelvica per identificare eventuali malattie della colecisti o masse extra-intestinali.

## Rimedi

### Dietetici
Alcune spezie neutralizzano la produzione di gas intestinali, specialmente origano, cumino, anice e semi di finocchio e gli affini curcuma, assa fetida e kombu. A scopo preventivo è comune l'uso di aggiungere 2-3 semi di finocchio o un pezzetto di kombu alle zuppe di verdure e di legumi.
Anche i probiotici e i prebiotici possono ridurre la flatulenza, se usati per ristabilire l'equilibrio della flora intestinale; usati in eccesso, tuttavia, possono creare uno squilibrio che aumenterebbe la flatulenza.

### Farmacologici
I prodotti a base di carbone vegetale sono efficaci nel ridurre l'odore e la quantità delle flatulenze, se presi subito prima dei pasti.
L'integrazione di enzimi digestivi può ridurre sensibilmente la quantità di flatulenze se queste sono causate da alcune componenti non digerite dei cibi. Gli enzimi lattasi, lipasi, proteasi, cellulasi, saccarasi, invertasi, diastasi di malto e pectinasi sono disponibili, da soli o in combinazioni, nei prodotti commerciali. Quando non interessano la produzione stessa dei gas intestinali, agenti con una bassa tensione superficiale possono ridurre le spiacevoli sensazioni legate alla flatulenza, aiutando il dissolvimento dei gas in materia liquida o fecale.
È anche utile ingerire piccole quantità di liquidi acidi insieme ai pasti, come succo di limone o aceto, per stimolare la produzione di acido cloridrico, che a sua volta incrementa la produzione di enzimi. Questo facilita la digestione e può limitare la produzione di gas.

### Cosmetici
Biancheria intima e imbottiture al carbone attivo possono effettivamente ridurre gli odori delle flatulenze, ma non attutiscono il suono. Maggiore sicurezza si può ottenere con l'uso di deodoranti e profumi. Bisogna prestare attenzione alla scelta del profumo usato per combattere l'odore, con note floreali e agrumi o erbe profumate piuttosto che muschio, che potrebbe mettere in risalto l'odore sgradevole.

## Negli altri animali
Solo i mammiferi sono in grado di produrre flatulenze; tra il 2005 e il 2006 in Nord America si sono verificati decine di casi di porcili andati in fiamme a causa delle forti flatulenze emesse dai maiali al loro interno, provocando la morte di migliaia di animali.

## Impatto ambientale

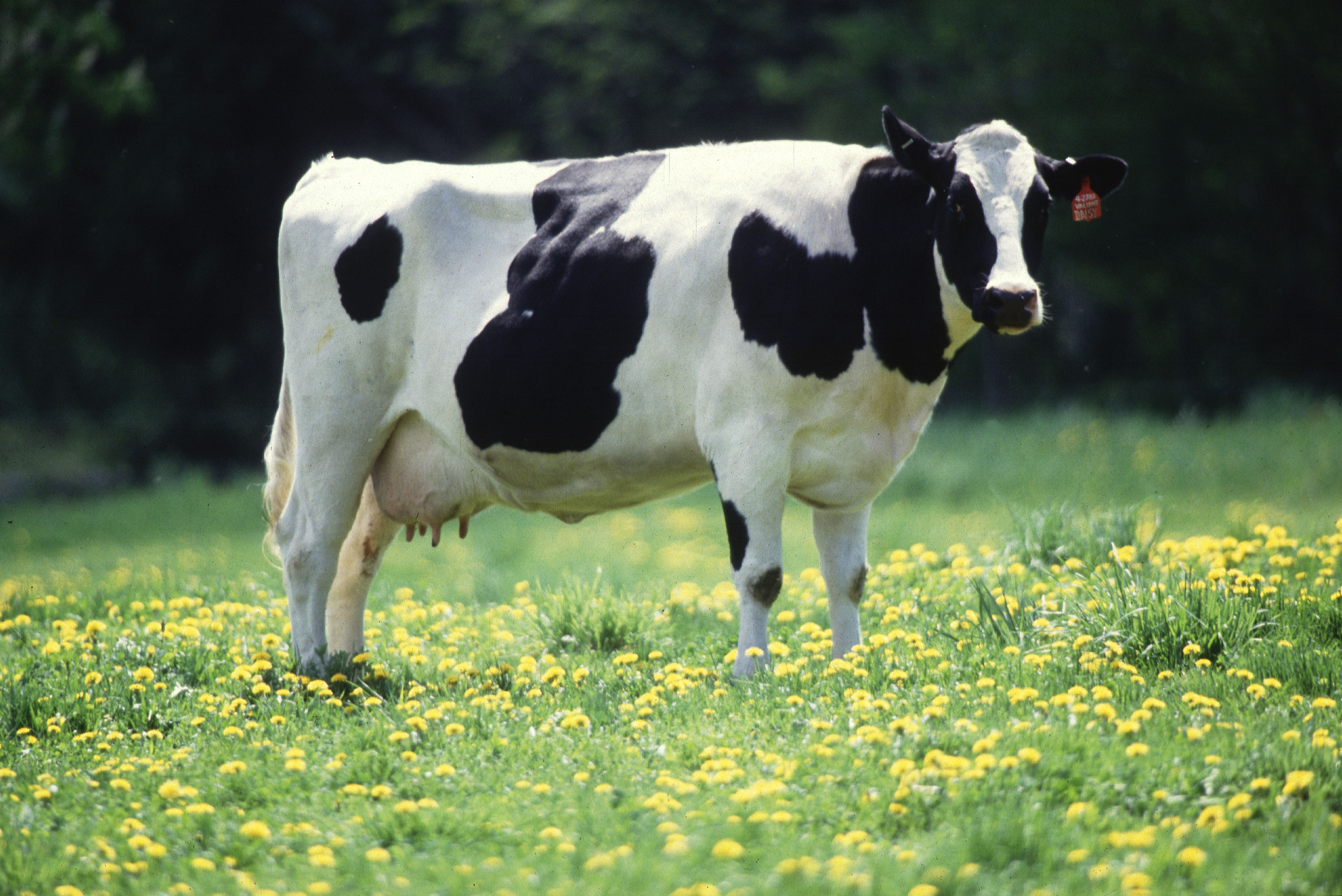
Contrariamente a quanto spesso si crede, le flatulenze contribuiscono solo in minima parte alle emissioni di metano prodotte dai bovini

La flatulenza viene considerata erroneamente una significativa fonte di gas serra in base alla considerazione che il flatus del bestiame conterrebbe elevate percentuali di metano. Il bestiame, infatti, è sì responsabile di circa il 20% delle emissioni globali di questo gas nell'atmosfera, ma la quasi totalità (90-95%) di queste emissioni sono rilasciate non attraverso l'ano ma tramite la respirazione e l'eruttazione.

## La flatulenza nella letteratura, nell'arte, nel costume
Un fenomeno naturale come la flatulenza non poteva passare inosservato neppure per la creatività dei pubblicitari televisivi, che, in tempi diversi, hanno fatto ricorso, in chiave evidentemente comica, a una sua rappresentazione grafica (e sonora) per reclamizzare i prodotti più disparati, come patatine fritte, caramelle al mentolo (noto il caso delle Air Action Vigorsol, la cui pubblicità fu censurata) e griffe di moda. Sulla scia delle imprese del "Gigante Gambipiombo", personaggio della fantasia destinato all'infanzia, per tali spot pubblicitari sono stati usati sia cartoni animati con simpatici animaletti sia attori in carne, ossa, e aria.
In molte culture, emettere liberamente flatulenze in pubblico è spesso considerato segno di cattiva educazione e porta a sensazioni di vergogna, con la flatulenza che viene vista come imbarazzante e scortese e costituisce un argomento tabù, soggetto naturale per il cosiddetto toilet humour. Per questo motivo, in molti ambiti, in presenza di altre persone, ci si sforza di trattenere i peti o di allontanarsi prima di emetterli, ad esempio recandosi in bagno, e, se proprio non ci si riesce, di occultarne il rumore e l'odore.
La flatulenza può essere considerata comica per via del suono e dell'odore prodotto. È pratica goliardica e cameratesca, diffusa soprattutto tra gli adolescenti, l'avvicinare un accendino o un fiammifero al proprio ano quando si emette una flatulenza, allo scopo di produrre una vistosa fiammata. In alcuni individui l'odore e il contatto diretto facciale con una flatulenza del proprio partner può essere associato all'eccitamento sessuale (eproctofilia, flatofilia, petofilia), una manifestazione facente parte delle parafilie, strettamente connessa con la coprofilia. Alcune volte le flatulenze vengono collegate al face sitting, pratica sessuale BDSM.

### Nelle opere letterarie e musicali

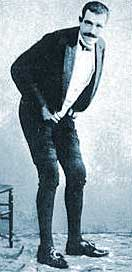
Joseph Pujol, detto "il Petomane" durante un'esibizione

La flatulenza viene citata nella letteratura fin dall'antichità, come nel commediografo greco Aristofane, famoso per utilizzarla con fini parodistici, perfino degli omnia divini, e nel Satyricon di Petronio Arbitro (I secolo), in cui Trimalcione intrattiene i suoi convitati con una lunga dissertazione sull'argomento.
- Lo storico greco Erodoto racconta, nel secondo libro delle sue Storie (II.162.3), che il generale ribelle Amasis rispose con un sonoro peto all’inviato del faraone Apries (XXVI dinastia), lo stimato cortigiano Patarbemis. Quando quest’ultimo gli riferì l’oltraggiosa risposta del capo dei ribelli, il faraone se la prese con il suo ambasciatore, facendogli mozzare naso e orecchie, ma suscitando così l’indignazione del popolo, che fece causa comune con gli insorti e lo costrinse ad abbandonare il trono.
- Lo storico romano Svetonio attribuisce la condanna a morte del poeta Lucano da parte dell'imperatore Nerone al fatto che Lucano avesse citato un emistichio di Nerone[18] subito dopo aver emesso una fragorosa flatulenza mentre si trovava ai bagni pubblici.
- Lo storico Giuseppe Flavio, nella Guerra Giudaica (II, 12, 224), riferisce che l'esibizione delle natiche nude e l'emissione di un peto da parte di un soldato romano di guardia al portico del Tempio di Gerusalemme provocò un'insurrezione della popolazione ebraica, repressa nel sangue dalle autorità romane.
- Nella Divina Commedia di Dante Alighieri, l'ultimo verso del Canto XXI dell'Inferno recita: «ed elli avea del cul fatto trombetta», in riferimento all'atto del diavolo Barbariccia, che, emettendo una flatulenza, dà inizio alla marcia della sua cricca di diavoli.
- Nel Gargantua di François Rabelais sono presenti numerose ricorrenze della parola "peto".
- Teofilo Folengo, in una glossa al Baldus, raccomanda di distinguere tra la pernacchia e la flatulenza vera e propria: la prima, infatti, si fa con la bocca per prendere in giro qualcuno, o beffeggiarlo, come si diceva nel miglior secolo. Queste sono le parole del poeta, che traducono un'opera perduta di Averroè: «Petezatio fit dupliciter, ait Averois: altera causa bertezandi, altera causa sanitatis; prima ore, secunda et coetera.» In un'altra glossa, distingue tra il peto e la meno rotonda "scorreggia": «Petus est ventositas tundior coreza. Testatur Averois.» Sono infatti copiose le opere del filosofo arabo-ispanico sull'argomento.
- Nel Il racconto del mugnaio, uno de I racconti di Canterbury di Geoffrey Chaucer, il personaggio di Nicholas sporge il suo posteriore da una finestra ed emette un peto in faccia al rivale Absalom. Absalom marchia, quindi, il sedere di Nicholas con un attizzatoio ardente.
- Edward de Vere, 17º Conte di Oxford, nell'inchinarsi per rendere omaggio alla regina Elisabetta I, emise un peto fragoroso e se ne vergognò a tal punto da lasciare la corte e l'Inghilterra per ben sette anni. Tornato al cospetto di Sua Maestà dopo questo volontario esilio, il Conte fu accolto dalla sovrana con le parole: "Non preoccupatevi, caro Conte, ho dimenticato la vostra scorreggia".
- Nella licenziosissima novella di De Sade La filosofia nel boudoir, in uno dei numerosi intervalli orgiastici, il filosofo e "tutore" della protagonista esige che la Marchesa St. Ange emetta un peto su di lui piuttosto che "offenderlo" flatulando per conto proprio.
- In Notre-Dame de Paris, Victor Hugo fa emettere rumorosamente una pingue prostituta, «quattuor denarios aut unum bombum».
- Ne La Terra, quindicesimo volume della serie Les Rougon-Macquart, di Émile Zola, Fouan il maggiore può emettere rumorosamente a comando e vincere bevande gratis scommettendo sulla sua abilità.
- Nell'Ulisse di James Joyce, il personaggio principale, Leopold Bloom, fa un «vento» nel capitolo Sirene.
- In Niente di nuovo sul fronte occidentale di Erich Maria Remarque, un soldato emette rumorosamente commentando: «ogni fagiolino fa il suo versino».
- Nel Simplicius di Hans Jakob Christoffel von Grimmelshausen, il protagonista Simplicio viene convinto che per trattenere le flatulenze a tavola bisogna spingere più che si può pronunciando le parole «je pète, je pète, je pète!», provocando ovviamente il comico risultato opposto.
- È dovuta alla fantasia dell'umorista genovese Giuliano Gugliotta la parodia La flatulenza della celebre canzone La lontananza di Domenico Modugno: «La flatulenza sai è come il vento...».[19][20])
- Nel suo romanzo Harmonia Caelestis, lo scrittore magiaro Péter Esterházy racconta di un alto dignitario ungherese suo antenato che non riuscì a trattenere una scorreggia al cospetto di Maria Teresa, imperatrice d'Austria e regina d'Ungheria; il cortigiano imbarazzato finse indifferenza, ma la sovrana commentò argutamente: "Tra tanti adulatori, finalmente una voce sincera!".
- Il matematico André Weil ricorda nelle sue memorie The Apprenticeship of a Matematician, 1992, Birkhaueser, che, all'inizio della seconda guerra mondiale, fu deportato dalla Finlandia in un vagone piombato; gli faceva compagnia un generale zarista che, dovendo servirsi della ritirata, ovvero della botola del pavimento, gli rammentò il proverbio russo: «Una pisciata senza scoregge è come un matrimonio senza musica».
- Un proverbio molto a proposito, Tussis pro crepitu, è stato estesamente commentato da Erasmo nei suoi Adagia.
- Secondo lo scrittore e drammaturgo francese Guy de Maupassant, agli uomini piacciono soprattutto due cose: annusare i propri peti e leggere i propri scritti.
- Nel suo libro sui Borbone di Napoli lo storico Harold Acton racconta che il re di Napoli Ferdinando IV fece una flatulenza terrificante accanto all'imperatore d'Austria Giuseppe II, di cui aveva appena sposato la sorella; l'imperatore cercò di restare indifferente, ma il re gli disse: «Che vuoi, fratello, è sanità di corpo».
- Il cantautore napoletano Federico Salvatore ha composto la canzone Il peto nel Regno di Napoli, ironizzando sui diversi tipi di flatulenza tipici delle antiche famiglie reali.
- Nella cultura popolare soprattutto del centro-sud Italia si tende a chiamare le flatulenze in modo diverso in base a quanto sono rumorose, distinguendo la sonora scurreggia dalla silenziosa ma più fetida e sgradevole loffa, da loffio, flaccido.
- La flatulenza giunge all'ano con lo stesso meccanismo delle feci, causando una sensazione simile di urgenza e disagio fisiologico. I nervi rettali sono in genere in grado di distinguere tra flatulenza e feci, ma a volte capita che, quando la flatulenza è particolarmente violenta, insieme ai gas venga lasciata sfuggire una piccola quantità di feci. Questo episodio è chiamato colloquialmente "frenata", "sgommata" o, in modo più popolare, "scorreggia vestita"[21] o "scorreggia col baffo".
- Lo scrittore francese Pierre-Thomas-Nicolas Hurtaut dedicò alla flatulenza un intero libro umoristico, intitolato L'arte di petare.
- Nell'Ottocento comparve un libretto umoristico, anche illustrato da disegni - e ancora oggi ripubblicato - dal titolo La petologia, ossia Origine utilità e necessità delle corregge. Capriccio poetico diviso in tre parti per chi vuol ridere tre volte alla barba di tutti gli almanacchi; il poemetto venne pubblicato anonimo, ma si ritiene attribuito al padre Raffaele Pio D'Angelo di Orsogna.
- Il gruppo musicale Frizzi Comini Tonazzi ha inciso 4 canzoni dedicate alle flatulenze.

### Nel cinema e nella cultura di massa
- Nel film ...Continuavano a chiamarlo Trinità c'è una divertente gag, che si ripete in diverse scene, del personaggio di Bambino, interpretato da Bud Spencer, alle prese con un bimbo, figlio della coppia di contadini, con una persistente aerofagia, il che suscita ogni volta il suo sconcerto e le sue bonarie battute ironiche da una parte, ma anche la sua generosità nei confronti dei suoi genitori dall'altra, visto che ogni volta dà loro dei soldi per le "cure" del bimbo.
- Nel film Il ragazzo di campagna il personaggio di Severino Cicerchia, impersonato da Massimo Boldi, emette spesso flatulenze molto rumorose ed è per questo soprannominato "lo scoreggione"; il suo cognome è inoltre allusivo al legume della cicerchia e al fatto che i legumi, quando ingeriti, spesso hanno sull'apparato digerente l'effetto di produrre flatulenze.
- Nel film Sesso e volentieri l'episodio "Lady Jane" è incentrato sul problema di flatulenza della protagonista (Margaret Lee) che durante una cena mette in imbarazzo il suo corteggiatore interpretato da Johnny Dorelli.
- Joseph Pujol, soprannominato Le Pétomane (Il petomane), fu un apprezzato artista francese della Belle Époque che si esibiva imitando brani musicali con la modulazione delle proprie flatulenze. La sua abilità consisteva nell'inspirare aria dal retto per farla poi fuoriuscire applicandovi con la muscolatura anale un timbro sonoro. La sua storia, narrata parodisticamente nel film Il petomane con protagonista Ugo Tognazzi, ha ispirato anche il personaggio di Maurice, un artista girovago che si esibisce come petomane, nel film La teta y la luna di Juan José Bigas Luna, del 1994.[22]
- Nel monologo Sesso con Luttazzi, il comico satirico Daniele Luttazzi elenca i «cinque fatti poco noti sulle scorregge».
- Nel film comico Mezzogiorno e mezzo di fuoco di Mel Brooks vi è una scena con una sequela di peti emessi da un gruppo di cowboy in seguito alla consueta abboffata di fagioli, cotiche e caffè nero consumata attorno al fuoco del bivacco. Lo stesso Brooks, inoltre, interpreta il Governatore William J. LePetomane.
- Nel film Splatters - Gli schizzacervelli di Peter Jackson, un brioso intestino umano si diletta nell'emettere sporadicamente flatulenze contro i protagonisti.
- Nel film cartone animato Shrek di Andrew Adamson, il protagonista si procura del pesce in un suo bagno al torrente dopo averne uccisi diversi con la sua copiosa emissione. In Shrek 2 il primo effetto su Shrek della pozione magica "Per sempre felici e contenti" è di fargli emettere un peto.
- Nel film Pierino colpisce ancora con Alvaro Vitali, storica nel suo genere è la scena dove spiega le tre tipologie di "scorregge" associandole ad altrettanti nomi di battesimo. In un altro film del filone della commedia sexy all'italiana, La soldatessa alle grandi manovre, lo stesso Vitali dimostra con una candela l'infiammabilità di un suo potente peto.
- Nel film Tra(sgre)dire di Tinto Brass l'odore anale è anche un mezzo di eccitazione per l'uomo, come si vede nella scena in cui Mario (Max Parodi) dapprima esegue un massaggio anale su Carla (Julija Majarčuk) e poi porta le dita al naso per annusarne l'odore.
- In Delitto in Formula Uno il personaggio interpretato dal caratterista Jimmy il Fenomeno viene accusato dall'ispettore Nico Giraldi di essere "il petomane". In diversi film della serie dello squinternato detective vi è la figura minuta di un altro petomane, appunto soprannominato "venticello", interpretato dal comico Bombolo.
- Nel film Il bianco, il giallo, il nero Sakura, il personaggio giapponese interpretato da Tomas Milian, riconosce dall'odore nauseabondo del peto equino che quello presentato come il pony sacro è in realtà un comune cavallo: egli osserva infatti che i peti del cavallino sacro profumano di ciliegi in fiore.
- Nel film La grande abbuffata Michel, il personaggio interpretato da Michel Piccoli, ha frequenti attacchi di meteorismo e sarà questa la causa della sua grottesca morte.
- Nel film L'alba dei morti dementi Ed, il personaggio interpretato da Nick Frost, ha l'abitudine di emettere flatulenze silenziose estremamente maleodoranti; lo si capisce dalle reazioni del suo coinquilino Shaun.
- Nel film Amarcord, il personaggio del nonno alla fine del pasto si apparta in una stanza per compiere esercizi di gambe scanditi da una conta, per liberare i propri visceri dai gas.
- Nel film Il professore matto, alcuni membri della famiglia del professor Sherman Klump (tutti interpretati da Eddie Murphy) si esibiscono in una lunga e rumorosa serie di peti condita da improperi che si scambiano fra di loro nell'imbarazzo di Mama Klump, di Sherman e della loro ospite a cena Carla (Jada Pinkett Smith).
- Nel film "FF.SS." - Cioè: "...che mi hai portato a fare sopra a Posillipo se non mi vuoi più bene?", diretto e interpretato da Renzo Arbore, il protagonista Onliù Caporetto vaga nella fittissima nebbia di Milano quando scorge un uomo, soprannominato "Il cagafuoco", che, improvvisamente e senza motivo, scoreggia emettendo una potente fiammata.
- Anche il cinema d'autore ha usato le flatulenze. Nel film Fanny e Alexander uno zio dei protagonisti, Carl Ekdahl, emette ripetutamente rumorosi peti durante la festa di Natale per divertire i bambini.
- Nella commedia di Alfonso Arau Come l'acqua per il cioccolato, la protagonista prescrive a sua sorella, ingiustamente sposata con il suo amato, una dieta che in realtà peggiora il suo stato di salute, accentuandone i meteorismi, fino a quando, in punto di morte, la donna "spira" in maniera grottesca.
- Nel ciclo demenziale Cinico TV di Ciprì e Maresco sulla miseria metropolitana siciliana, il peto diviene parte del linguaggio degli abbrutiti personaggi, in particolare dell'attore Giuseppe Paviglianiti.
- Nel lungometraggio Lo zio di Brooklyn, l'obeso personaggio, silente per tutto il film, si espone al termine dicendo «Permettete che mi presenti. Io sono...», seguito da una lunga sequela di rumori intestinali.
- Nel film Rain Man - L'uomo della pioggia, Dustin Hoffman e Tom Cruise condividono una cabina telefonica in cui l'aria diviene irrespirabile.
- Nel film Fantozzi contro tutti, il personaggio del geometra Calboni, insopportabile ed arrivista collega di lavoro del protagonista ragionier Ugo Fantozzi, è particolarmente temuto "per una sua turba dal nome scientifico di Ventilatio Intestinalis Putrens", che lo porta ad emettere terribili flatulenze, delle quali Calboni immancabilmente dà la colpa a Fantozzi, il quale, per questo, viene cacciato da uno scompartimento ferroviario dai colleghi.
- Nel film American Graffiti di George Lucas, mentre Curt (Richard Dreyfuss) si trova in macchina con i "Faraoni", qualcuno rilascia una flatulenza. Uno dei teppisti, quindi, facendo lo gnorri, chiede chi sia stato. In questo modo lo stesso si autoaccusa, in base all'idea secondo cui, in un gruppo, l'autore di un gas intestinale è anche colui che ne percepisce per primo l'odore.
- Nel film Una lunga domenica di passioni, Bénédicte, la zia della protagonista, ogni volta che il cane di casa emette un peto, commenta divertita sussurrando tra sé: "cane che peta, la vita mi allieta".[23]
- Il protagonista del film Pantaloncini a tutto gas è un ragazzo afflitto da frequenti flatulenze.
- Nel film d'animazione Il re leone il facocero Pumbaa è il primo animale nella storia dei cartoni Disney ad emettere flatulenze.
- Nel film Il GGG - Il grande gigante gentile di Steven Spielberg, tratto dal libro Il GGG di Roald Dahl, i giganti consumano abitualmente lo "Sciroppio Sfribollino", una bizzarra bevanda frizzante verde che fa emanare forti flatulenze a chi la beve in quanto le sue bollicine, anziché salire in superficie, scendono verso il basso.
- Nel film The Northman, durante il rito di passaggio nel quale re Aurvandil accompagna il figlio Amleto quest’ultimo emette un peto, che il padre annusa con soddisfazione commentando compiaciuto, nella versione originale: “I smell a clever pupil”.
- Nel film Lightyear - La vera storia di Buzz, Izzy crede che Buzz la inviti a "tirare il suo dito" in modo da causare l'emissione di un peto.